# Fensterbau Frontale
Die Fensterbau Frontale in Nürnberg ist die weltgrößte Branchenmesse für den Fenster-, Tür- und Fassadenbau. Sie findet im zweijährlichen Turnus im Verbund mit der Fachmesse Holz-Handwerk im Messezentrum Nürnberg statt. Veranstalter des Messeduos ist die NürnbergMesse, ideeller und fachlicher Träger sind der Fachverband Glas Fenster Fassade Baden-Württemberg, der Landesinnungsverband des Glaserhandwerks Rheinland-Pfalz und der Landesinnungsverband des Bayerischen Glaserhandwerks.

## Themen der Aussteller
Das Fachangebot umfasst Technologien, Komponenten und Bauelemente für Fenster, Tür und Fassade:
- Konstruktions- und Profilsysteme
- Halbzeuge
- Werkstoffe, Fertigungshilfsmittel
- Glas, Glaserzeugnisse
- Beschläge, Befestigungstechnik, Sicherheitstechnik
- Verschattungs- und Lüftungstechnik
- Maschinen, Anlagen, Werkzeuge
- Betriebstechnik, Betriebsausstattung
- Organisationstechnik
- Dienstleistungen, Verbände, Forschung und Entwicklung, Fachinformationen
- Bauelemente, Fertigelemente

## Aussteller- und Fachbesucherzahlen
Das Messedoppel Fensterbau Frontale und Holz-Handwerk verzeichnete 2018 111.021 Fachbesucher (2016: 110.581). An den vier Messetagen präsentierten insgesamt 1.329 Aussteller aus 42 Ländern ihre Produkte und Innovationen. Die Ausstellungshallen der Fensterbau Frontale umfassten 814 Aussteller.